# Хормазд III
Хормазд III или Ормизд III е владетел от Сасанидската династия на Персия. Управлява през 457 – 459 г.

## Произход и управление
Хормазд III е син на Яздегерд II и брат на Фируз I (Пероз I). Източниците противоречат за това кой от двамата братя е по-възрастен, но вероятно това е бил Хормазд III.
По времето на баща му, Хормазд III управлява югоизточната провинция Сакастан (Систан и Туран) и е последният сасанид, носил титлата саканшах. През 457 г. Яздегерд II умира докато воюва на източната граница срещу ефталитите в Сакастан и Бактрия. Хормазд III е издигнат на трона в Рей, но персийската армия на североизточната граница подкрепя брат му Фируз I. Фируз сключва мир с ефталитите, на които отстъпва земите отбранявани от баща му и в замяна получава тяхната военна помощ срещу брат му. Фируз е подкрепен и от клана Михран. Двамата братя водят междуособна война в продължение на две години, докато майка им Денаг временно държи властта като регент в Ктезифон. В крайна сметка Фируз побеждава и пленява Хормазд III, чиято съдба след това е неизвестна – според някои сведения (Йелише, Фирдоуси) е пощаден, според други (ал-Табари, Балами) е убит. Не са намерени монети или изображения, които със сигурност могат да бъдат приписани на този владетел.